# Leśne Wzgórze (Wzgórza Warszewskie)
Leśne Wzgórze (wł. Leśne Wzgórza, niem. Julo Forst) - zespół wzniesień morenowych na terenie Uroczyska Kupały w Szczecinie-Gocławiu. 
Pokryte lasem bukowym z domieszką drzew i krzewów obcego pochodzenia. Pocięte licznymi jarami i wąwozami, w których płyną niewielkie strumienie - największym z nich jest Glinianka (dopływ Odry). Porządkowanie wzgórz i udostępnienie mieszkańcom rozpoczęto już w XIX wieku - w 1843 r. dzięki staraniom towarzystwa sportowo-krajoznawczego Julo-Verein zostały zakupione przez miasto za 4500 talarów. W efekcie przystosowano je do pełnienia funkcji naturalnego parku krajobrazowego z trasami wycieczkowymi i miejscami odpoczynku. Obecnie zachowały się ruiny schodów i ślady po restauracji. Przez wzgórza przechodzi  Szlak Gocławski.